# Zdziechowice (gmina w guberni lubelskiej)
Zdziechowice (od 1874 Zaklików) – dawna gmina wiejska istniejąca w XIX wieku w guberni lubelskiej. Siedzibą władz gminy były Zdziechowice.
Za Królestwa Polskiego gmina Zdziechowice należała do powiatu janowskiego w guberni lubelskiej. 1 stycznia?/13 stycznia 1870 do gminy przyłączono pozbawiony praw miejskich Zaklików.
Gmina została zniesiona w 1874 roku przez przemianowanie na gmina Zaklików.